# Colobogaster anchoralis
Colobogaster anchoralis es una especie de escarabajo del género Colobogaster, familia Buprestidae. Fue descrita científicamente por Obenberger en 1932.